# Huberia (Formicidae)
Huberia là một chi kiến trong phân họ Myrmicinae.

## Các loài
- Huberia brounii Forel, 1895
- Huberia striata (Smith, 1876)

## Hình ảnh

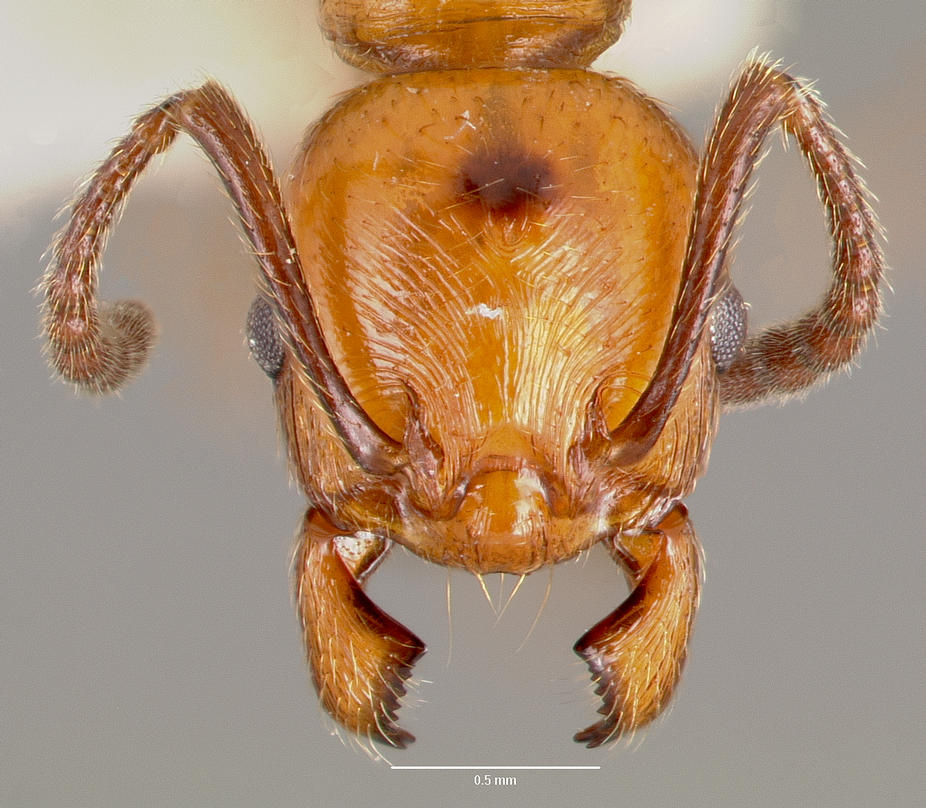
Huberia striata
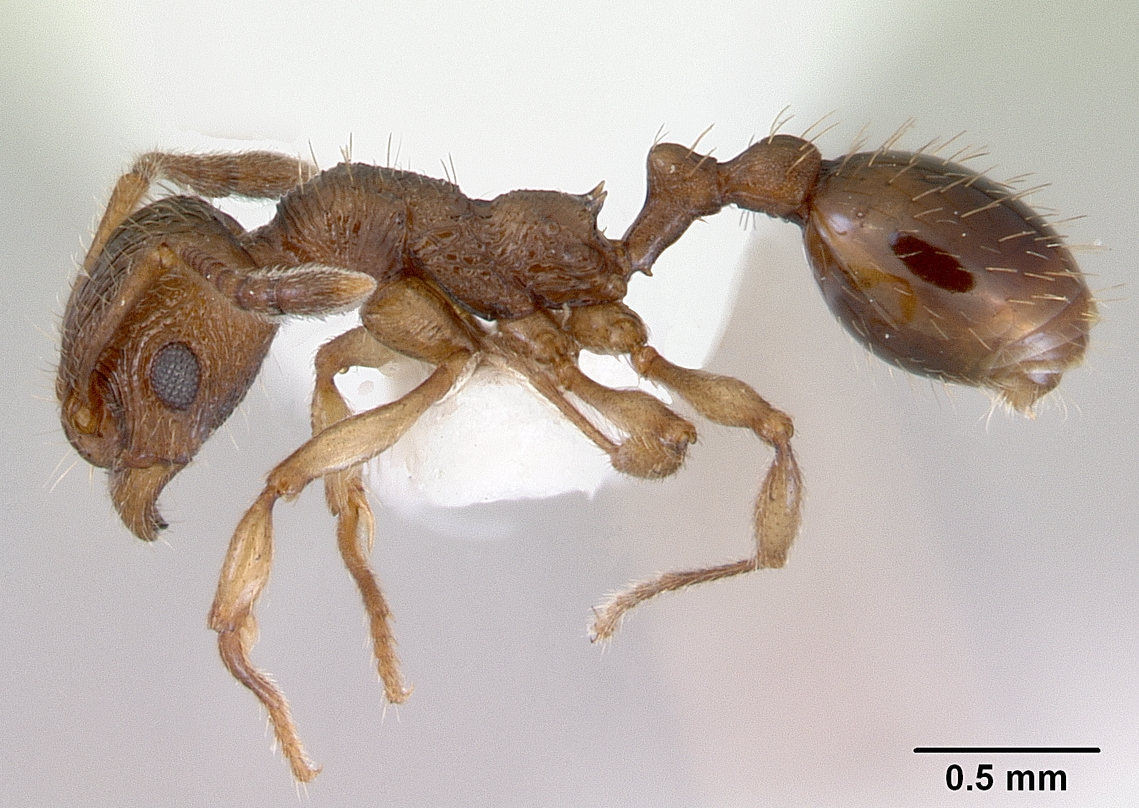
Huberia brounii